# Brouch (Helperknapp)
Pour les articles homonymes, voir Brouch.
Ne doit pas être confondu avec Brouck.
Brouch (luxembourgeois: Bruch) est une section de la commune luxembourgeoise de Helperknapp située dans le canton de Mersch.